# سیارک ۲۵۱۹۱
سیارک ۲۵۱۹۱ (به انگلیسی: 25191 Rachelouise، نامگذاری:1998SE123) بیست و پنج هزار و صد و نود و یکمین سیارک کشف شده‌است که در ۲۶ سپتامبر ۱۹۹۸ کشف شد.
قدر مطلق سیارک برابر ۱۷.۸ است.